# 衛藤凛
衛藤 凛（えとう りん、1978年 - ）は、日本の脚本家。
東京都新宿区出身。主に、フジテレビ制作のテレビドラマの脚本を手掛け、恋愛ドラマを得意とする。脚本の作風が宮藤官九郎に似ているため、「女クドカン」と言われている。

## 主な作品

### テレビドラマ
- オンナの感（2003年、フジテレビ）
- ピンクヒップガール（2004年、フジテレビ）
- 放課後。（2004年、フジテレビ）
- スローダンス（2005年、フジテレビ）
- のだめカンタービレ（2006年、フジテレビ）
  - のだめカンタービレ in ヨーロッパ（2008年、フジテレビ）
- プロポーズ兄弟〜生まれ順別 男が結婚する方法〜（2011年、フジテレビ）
- サバイバル・ウェディング（2018年、日本テレビ）
- 偽装不倫（2019年、日本テレビ）
- 私たちはどうかしている（2020年、日本テレビ）
- コタローは1人暮らし（2021年、テレビ朝日）
  - 帰ってきたぞよ!コタローは1人暮らし（2023年、テレビ朝日）
- NICE FLIGHT!（2022年、テレビ朝日）
- ダーウィンが行く!?（2024年8月、NHK総合）

### 映画
- バックダンサーズ!（2006年）
- 東京フレンズThe Movie（2006年）
- のだめカンタービレ 最終楽章　前編（2009年）
- のだめカンタービレ 最終楽章　後編（2010年）

### その他
- 東京フレンズ（2005年）